# Elias Pedersson Gavelius
Elias Pedersson Gavelius, född i Gävle, död 1668 i Gävle, var en svensk borgare, bruksägare och riksdagsman.

## Biografi
Elias Gavelius var son till borgaren Peder Hansson som var rådman i Gävle och Ingrid Pedersdotter, samt bror till Stockholms borgmästare, borgarståndets talman Peder Gavelius. Bröderna tog efternamnet Gavelius. 1644 anlade han en masugn och stångjärnshammare i Tolvfors och blev sedermera Gävles borgmästare. Han representerade Gävles borgerskap vid riksdagarna 1640, 1644, 1649, 1650 och 1655.
Elias Gavelius fick 24 barn med sin hustru Catharina Nilsdotter, vars farfar Olof Mårtensson kom från Teg i Umeå och tillhörde Bureätten. Sonen professor Petrus adlades Cederschiöld, sonen Elias Eliasson Gavelius var borgmästare i Kristinestad i Österbottens län och riksdagsman, dottern Ingrid var gift med Johan Human, dottern Anna mor till Elias Wolker, och sonen Nils Gavelius borgare i Vasa och stamfader till ätten Adelstierna.